# Tropidurus xanthochilus
Espèce
Tropidurus xanthochilus est une espèce de sauriens de la famille des Tropiduridae.

## Répartition
Cette espèce est endémique du département de Santa Cruz en Bolivie.

## Publication originale
- Harvey & Gutberlet, 1998 : A phylogenetic analysis of the tropidurine lizards (Squamata: Tropiduridae), including new characters of squamation and epidermal microstructure. Zoological Journal of the Linnean Society, vol. 128, p. 189–233.